# ساخت ایتالیا (فیلم ۲۰۲۰)
ساخت ایتالیا (انگلیسی: Made in Italy) یک فیلم در ژانر کمدی-درام به نویسندگی و کارگردانی جیمز دارسی محصول کشور ایتالیا و بریتانیا است. از جمله بازیگران آن می‌توان به لیام نیسون، والریا بیللو و لینزی دانکن اشاره کرد.